# 小行星4360
小行星4360，又称为盱眙星，是由紫金山天文台在1964年10月9日发现的主带小行星。
小行星4360以江苏省淮安市下辖一个县盱眙县命名。